# Aristide Tarnagda
Aristide Tarnagda est un auteur, dramaturge, comédien et metteur en scène burkinabé.

## Biographie
Aristide Tarnagda  est né à Ouagadougou en 1983. Il entame sa carrière en 2004 après ses études universitaires en Sociologie à l’Université de Ouagadougou. La rencontre avec l’auteur Koffi Kwahulé pendant les Récréatrales le forge. L’écriture est désormais ancrée au cœur de sa vie artistique. Il fonde en 2005, la compagnie Théâtre Accalmation et travaille en collaboration avec Lamine Diara, Etienne Minoungou, Odile Sankara (la petite sœur de Thomas Sankara), Eva Doumbia, Marie-Pierre Bésanger, Alexandre Koutchevski, Luis Marquès, Moise Touré…
En 2009, il est lauréat du concours Visas pour la création et reçoit une bourse du CNL et une bourse du festival de la Francophonie de Limoges.
En 2016, le dramaturge met en scène un texte de Hakim Bah Gentil, petit chien avec des élèves de la comédie de Saint-Etienne et des artistes stagiaires du Labo ELAN.
Le dernier texte – Sank pour la patience des morts - est présenté au festival d’Avignon en 2017 ou il reçoit le grand prix littéraire d’Afrique noire.
En 2021, il adapte et met en scène Terre Ceinte de Mohamed Mbougar Sarr.

Aristide Tarnagda est le directeur des Récréatrales depuis 2016. 

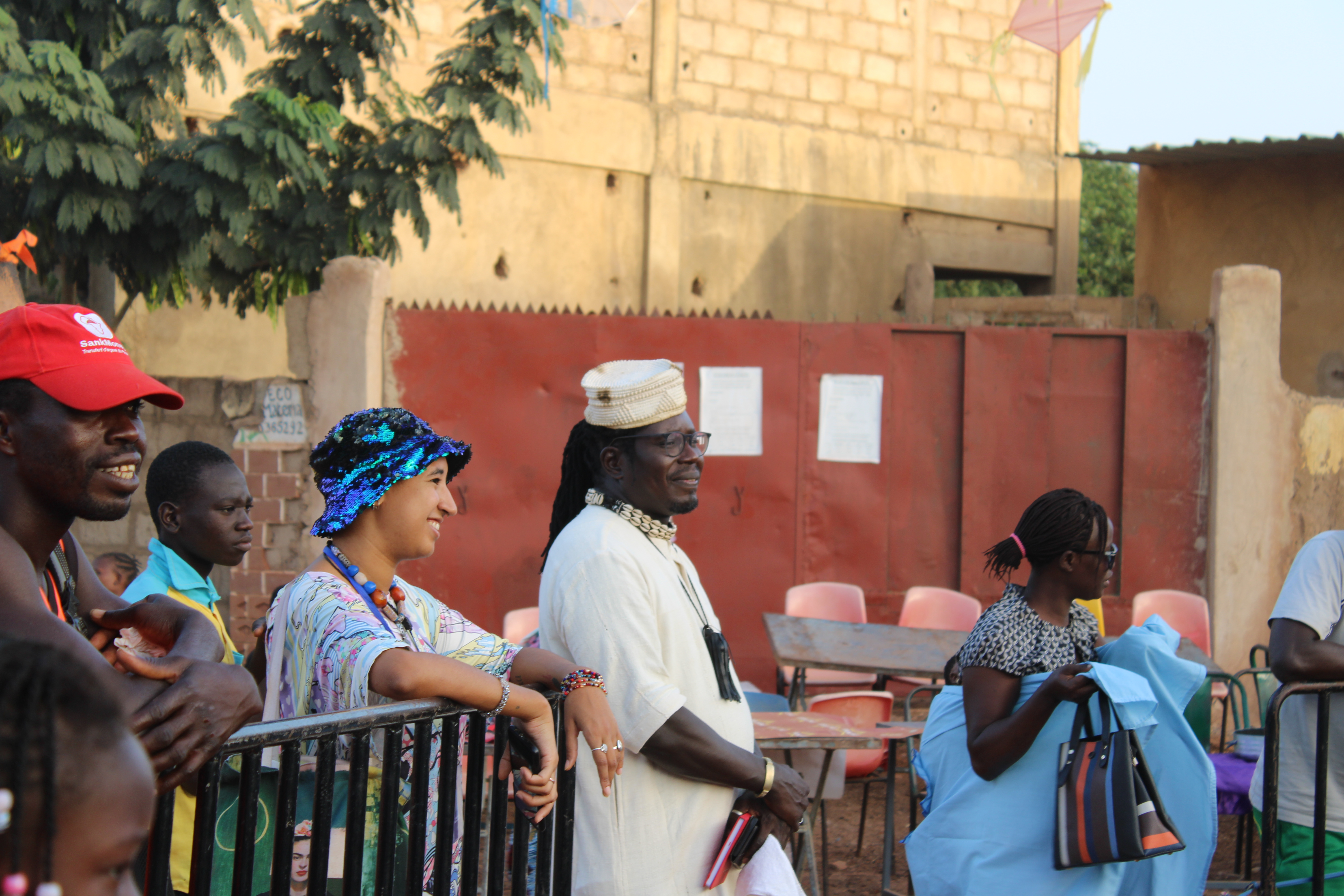
Scénographie de la rue des récréatrales

## Textes publiés
- « Il pleut de l'exil » et « Les Larmes du ciel d'août » in Écritures d'Afriques : dramaturgies contemporaines, Culturesfrance éditions, 2007  (ISBN 978-2-35476-009-0)
- De l'amour au cimetière, Ouagadougou : Découvertes du Burkina, 2008  (ISBN 978-2-915991-25-3)
- Et si je les tuais tous madame ? et Les larmes du ciel d'août, éditions Lansman, 2013  (ISBN 978-2-87282-957-6)
- Sank ou la Patience des morts[3], éditions Lansman, 2016  (ISBN 978-2-8071-0113-5)
- Terre rouge et Façons d'aimer, éditions Lansman, 2017  (ISBN 978-2-8071-0148-7)
- Mgoulsda yamb depuis Ouaga d'Alexandre Koutchevsky et Aristide Tarnagda et Ça s'écrit T-C-H d'Alexandre Koutchevsky, éditions Deuxième Époque, 2018  (ISBN 978-2-37769-032-9)

## Mise en scène
- 2022 : Tu dis PDI[4]
- 2015 : Façons d’aimer avec Safoura Kaboré,

## Distinctions
2017 : Lauréat  du grand prix littéraire d'Afrique noire,,.